# Finsko na Letních olympijských hrách 1968
Finsko na Letních olympijských hrách 1968 v Ciudad de México reprezentovalo 66 sportovců, z toho 60 mužů a 6 žen. Nejmladším účastníkem byl Marjatta Hara (17 let, 135 dní), nejstarším pak Tuukka Makela (41 let, 47 dní). Reprezentanti vybojovali 4 medaile, z toho 1 zlatou, 2 stříbrné a 1 bronzovou.

## Medailisté
| Medaile | Jméno              | Sport                | Disciplína                       |
| ------- | ------------------ | -------------------- | -------------------------------- |
| Zlato   | Kaarlo Kangasniemi | Vzpírání             | Muži – polotěžká váha – do 90 kg |
| Stříbro | Jorma Kinnunen     | Atletika             | Muži hod oštěpem                 |
| Stříbro | Olli Laiho         | Sportovní gymnastika | kůň našíř                        |
| Bronz   | Arto Nilsson       | Box                  | váha velterová – do 63,5 kg      |